# Rally di Cipro

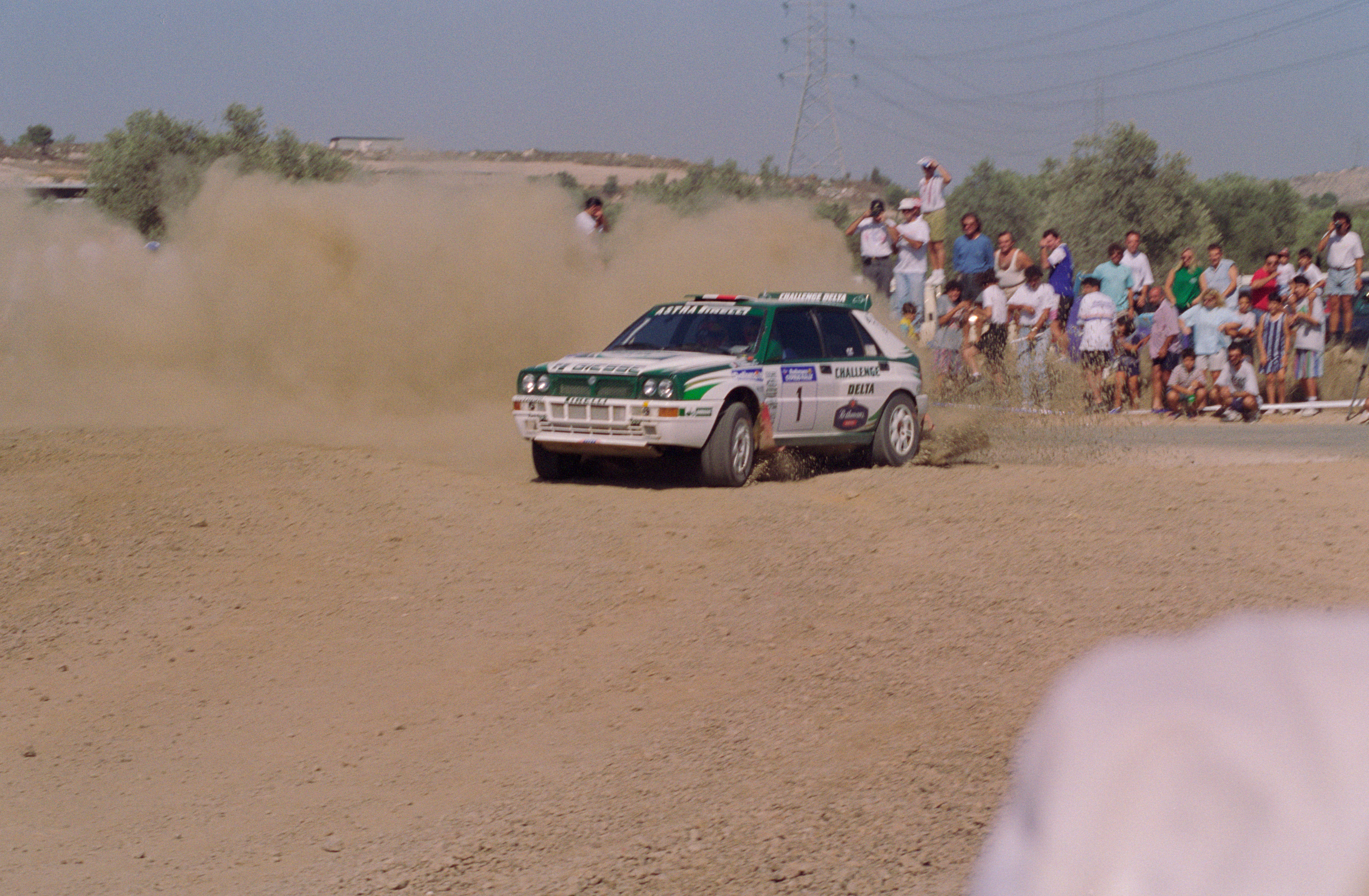
Alex Fiorio, tre volte vincitore del Cyprus Rally, qui su Lancia Delta HF Integrale nell'edizione 1994, valevole per il campionato europeo rally

Il Rally di Cipro (Cyprus Rally) è una manifestazione sportiva automobilistica.
Si corre sui monti Troodos vicino a Limassol.

## Storia
Dal 1983 al 1999 e nuovamente dal 2014 al 2019 ha avuto validità per il campionato europeo rally; dal 2000 al 2009 ha avuto validità per il campionato del mondo rally; dal 2010 al 2012 ha avuto validità per l'Intercontinental Rally Challenge; infine nel 2013 e nuovamente dal 2020 ha validità per il Middle East Rally Championship.

## Edizioni

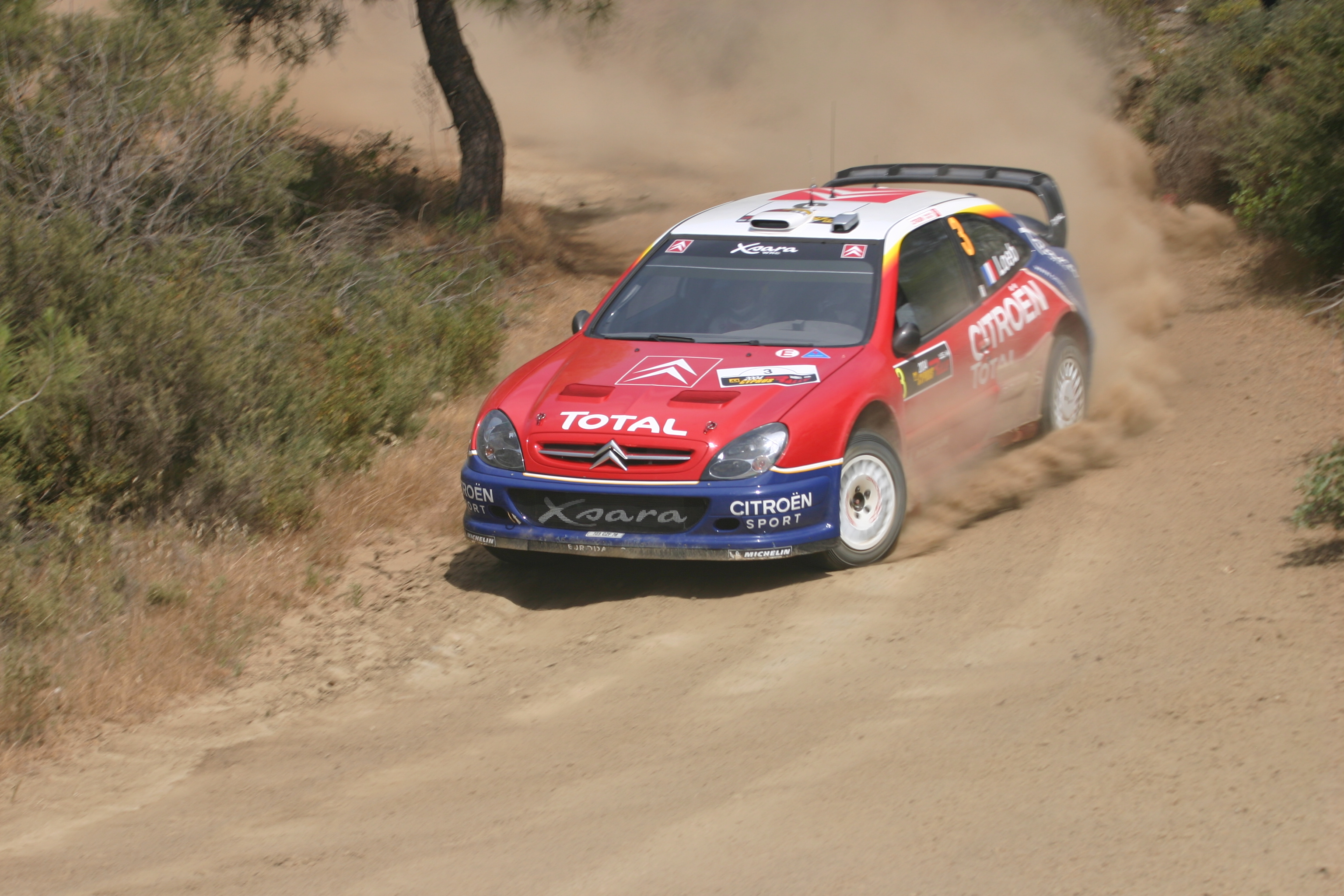
Sébastien Loeb, quattro volte vincitore del Cyprus Rally, qui su Citroën Xsara WRC nell'edizione 2004, valevole per il campionato del mondo rally

| Anno | Denominazione                    | Vincitore                   | Costruttore                 | Validità                  |
| ---- | -------------------------------- | --------------------------- | --------------------------- | ------------------------- |
| 1970 | Cyprus Rally 1970                | V. Zachariades              | Fiat                        | -                         |
| 1971 | 1° Cyprus International Rally    | Christos Kirmitsis          | Ford                        | -                         |
| 1972 | 2° Cyprus International Rally    | Lefteris Makrides           | Mercedes-Benz               | Campionato cipriota rally |
| 1973 | 3° Cyprus International Rally    | Stig Blomqvist              | Saab                        | ERC                       |
| 1976 | 4° Cyprus International Rally    | Shekhar Mehta               | Datsun                      | ERC                       |
| 1977 | 5° Cyprus International Rally    | Kypros Kyprianou            | Chrysler                    | ERC                       |
| 1978 | 6° Cyprus International Rally    | Roger Clark                 | Ford                        | ERC                       |
| 1979 | 7° Rothmans Cyprus Rally         | Ari Vatanen                 | Ford                        | ERC                       |
| 1980 | 8° Rothmans Cyprus Rally         | Roger Clark                 | Ford                        | ERC                       |
| 1981 | 9° Rothmans Cyprus Rally         | Vahan Terzian               | Mitsubishi                  | ERC                       |
| 1982 | 10° Rothmans Cyprus Rally        | Tony                        | Opel                        | ERC                       |
| 1983 | 11° Rothmans Cyprus Rally        | Jimmy McRae                 | Opel                        | ERC                       |
| 1984 | 12° Rothmans Cyprus Rally        | John Buffum                 | Audi                        | ERC                       |
| 1985 | 13° Rothmans Cyprus Rally        | Mauro Pregliasco            | Lancia                      | ERC                       |
| 1986 | 14° Rothmans Cyprus Rally        | Patrick Snijers             | Lancia                      | ERC                       |
| 1987 | 15° Rothmans Cyprus Rally        | David Llewellin             | Audi                        | ERC                       |
| 1988 | 16° Rothmans Cyprus Rally        | Björn Waldegård             | Toyota                      | ERC                       |
| 1989 | 17° Rothmans Cyprus Rally        | Yves Loubet                 | Lancia                      | ERC                       |
| 1990 | 18° Rothmans Cyprus Rally        | Dimi Mavropoulos            | Audi                        | ERC                       |
| 1991 | 19° Rothmans Cyprus Rally        | Antonis Ieropoulos          | Mitsubishi                  | ERC                       |
| 1992 | 20° Rothmans Cyprus Rally        | Alex Fiorio                 | Lancia                      | ERC                       |
| 1993 | 21° Rothmans Cyprus Rally        | Alex Fiorio                 | Lancia                      | ERC                       |
| 1994 | 22° Rothmans Cyprus Rally        | Alex Fiorio                 | Lancia                      | ERC                       |
| 1995 | 23° Rothmans Cyprus Rally        | Maurice Sehnaoui            | Lancia                      | ERC                       |
| 1996 | 24° Rothmans Cyprus Rally        | Armin Schwarz               | Toyota                      | ERC                       |
| 1997 | 25° Cyprus Rally                 | Krzysztof Hołowczyc         | Subaru                      | ERC                       |
| 1998 | 26° Cyprus Rally                 | Andrea Navarra              | Subaru                      | ERC                       |
| 1999 | 27° Cyprus Rally                 | Jean-Pierre Richelmi        | Subaru                      | ERC                       |
| 2000 | 28° Cyprus Rally                 | Carlos Sainz                | Ford                        | Mondiale                  |
| 2001 | 29° Cyprus Rally                 | Colin McRae                 | Ford                        | Mondiale                  |
| 2002 | 30° Cyprus Rally                 | Marcus Grönholm             | Peugeot                     | Mondiale                  |
| 2003 | 31° Cyprus Rally                 | Petter Solberg              | Subaru                      | Mondiale                  |
| 2004 | 32° Cyprus Rally                 | Sébastien Loeb              | Citroën                     | Mondiale                  |
| 2005 | 33° Cyprus Rally                 | Sébastien Loeb              | Citroën                     | Mondiale                  |
| 2006 | 34° Cyprus Rally                 | Sébastien Loeb              | Citroën                     | Mondiale                  |
| 2007 | Cyprus Rally 2007                | Charalambos Timotheou       | Mitsubishi                  | MERC                      |
| 2008 | 37° Cyprus Rally                 | Nicos Thomas                | Mitsubishi                  | MERC                      |
| 2009 | 38° FxPro Cyprus Rally           | Sébastien Loeb              | Citroën                     | WRC                       |
| 2010 | 39° FxPro Cyprus Rally           | Nasser Al-Attiyah           | Ford                        | IRC                       |
| 2011 | 40° Cyprus Rally                 | Andreas Mikkelsen           | Škoda                       | IRC                       |
| 2012 | 41° Cyprus Rally                 | Nasser Al-Attiyah           | Ford                        | IRC                       |
| 2013 | 42° Cyprus Rally                 | Nasser Al-Attiyah           | Ford                        | MERC                      |
| 2014 | 43° CNP Asfalistiki Cyprus Rally | Yazeed Al Rajihi            | Ford                        | Europeo                   |
| 2015 | 44° CNP Asfalistiki Cyprus Rally | Nasser Al-Attiyah           | Ford                        | Europeo                   |
| 2016 | 45° CNP Asfalistiki Cyprus Rally | Aleksey Lukyanuk            | Ford                        | Europeo                   |
| 2017 | 46° Cyprus Rally                 | Nasser Al-Attiyah           | Ford                        | Europeo                   |
| 2018 | 47° Cyprus Rally                 | Simos Galatariotis          | Škoda                       | Europeo                   |
| 2019 | 48° Cyprus Rally                 | Nasser Al-Attiyah           | Volkswagen                  | Europeo                   |
| 2020 | 49° Cyprus Rally                 | Nasser Al-Attiyah           | Volkswagen                  | MERC                      |
| 2021 | 50° Cyprus Rally                 | Alexandros Tsouloftas       | Volkswagen                  | MERC                      |
| 2022 | Cyprus Rally 2022                | L'evento è stato cancellato | L'evento è stato cancellato | Campionato cipriota rally |
| 2023 | 50° Cyprus Rally                 | Nasser Al-Attiyah           | Volkswagen                  | MERC                      |
| 2024 | 51° Cyprus Rally                 | Nasser Al-Attiyah           | Škoda                       | MERC                      |